# El Eco de Canarias
El Eco de Canarias fue un periódico español editado en Las Palmas de Gran Canaria entre 1963 y 1983.

## Historia
El diario nació en 1963, como sucesor del desaparecido Falange. Perteneciente a la Cadena de Prensa del Movimiento, durante toda su historia fue el único periódico del «Movimiento» en el archipiélago canario. En 1977, tras la muerte de Franco, el diario quedó adscrito al organismo público Medios de Comunicación Social del Estado. Durante sus últimos años tuvo una difusión muy reducida; en 1979 la media anual de difusión era de 1433 ejemplares. Esto se tradujo en una mala situación económica, que para 1980 se acercaba a los casi setenta y seis millones de pérdidas acumuladas. La situación siguió empeorando en los siguientes años. Ello llevó a que la administración estatal tomase la decisión de cerrar El Eco de Canarias, que sería clausurado a comienzos de 1983. Su último número salió publicado el 13 de febrero de 1983.
El 3 de agosto de 1983, el Diario Ébano de Guinea Ecuatorial, perteneciente hasta la independencia también a la Cadena de Prensa del Movimiento, retoma operaciones recurriendo a maquinaria procedente de El Eco de Canarias.
Entre los que colaboraron con el diario, destacan Pío Gómez Nisa, Chona Madera o Armando Marcos Placeres.